# Argentinischer Seehecht
Der Argentinische Seehecht (Merluccius hubbsi) ist eine Art der Seehechte (Merlucciidae), die im südwestlichen Atlantik heimisch ist. Diese Art wird wegen ihres hochwertigen Fleisches stark befischt.

## Merkmale
Die Fische werden maximal 90 bis 100 Zentimeter lang, normalerweise erreichen sie jedoch eine Länge von ca. 50 bis 60 Zentimetern. Sie werden ca. 8 bis 10 Kilogramm schwer.
Der Argentinische Seehecht ist silbern, wobei der Rücken etwas golden schimmert und der Bauch heller und silbern ist. Die Brustflossen sind kurz und reichen nicht bis zum Ansatz der Afterflosse. Die zweiteilige Rückenflosse besitzt 43 bis 52 Flossenstrahlen. Die Afterflosse besteht aus 36 bis 41 Flossenstrahlen. Der Fisch besitzt 50 bis 53 Wirbel und die Kiemenreusen der Fische sind kurz und mit stumpfen Spitzen besetzt.

## Verbreitung

Die Verbreitung des Argentinischen Seehechts (in hellblau dargestellt)

Dieser Fisch ist entlang der südamerikanischen Ostküste beheimatet, beginnend von der Südküste Brasiliens bis nach Argentinien und den Falklandinseln.

## Lebensweise
Sie leben gewöhnlich in einer Tiefe von 100 bis 200 Metern; im Frühling und Sommer halten sie sich in Küstennähe auf und laichen dort auch. Nach dem Laichen wandern die Fische in tiefere Gewässer, um zu überwintern. Nachts steigt der Argentinische Seehecht in geringere Tiefen auf, um zu jagen, tagsüber sinkt er auf den Meeresgrund. Adulte Exemplare jagen andere Fische, Krebstiere oder Kopffüßer, kleinere dagegen fressen Zooplankton.

## Systematik
Merluccius hubbsi ist eine von 15 Arten der Gattung Merluccius innerhalb der Seehechte (Merlucciidae).

## Belege